# А кто я на этот раз?
«А кто я на этот раз?» (англ. Who Am I This Time?) — художественный фильм Джонатана Демми, поставленный по одноимённому рассказу Курта Воннегута.
Кристофер Уокен играет роль Гарри Нэша, работника хозяйственного магазина, который стал местной знаменитостью, благодаря его успешным выступлениям в местном театре по вечерам. Однако когда он не находится на сцене или на репетиции, Гарри превращается в неуверенного и глубоко застенчивого человека.

## Сюжет
История приходит в движение, когда Хелен Уолш (Сьюзан Сарандон), которая хотела остаться в городке всего на несколько недель, в роли Стеллы на прослушивании вступает в диалог с Гарри в роли Стэнли Ковальски (который сам по себе является полной противоположностью Гарри) во время репетиции пьесы Трамвай «Желание». Проигнорировав предупреждения о том, что Гарри — очень необщительный человек, Хелена влюбляется в Стэнли в исполнении Гарри, приняв раскованность персонажа за реальное поведение этого застенчивого человека.
Это заканчивается неуклюжей и неровной игрой на второй вечер выступления, но, вдохновившись, Хелена решает наверстать упущенное в завершающий вечер; её подарок Гарри на последний вечер театральных выступлений — произведение Уильяма Шекспира «Ромео и Джульетта». После чего Гарри и Хелена понимают, что они могут поддерживать отношения, зачитывая друг другу на сцене отрывки из любовных сцен, и история заканчивается на предложенном ему персонаже из сцены произведения Оскара Уайльда «Как важно быть серьёзным».